# Josep Andreu i Domingo
Josep Andreu i Domingo (Montblanc, Conca de Barberà, 12 de maig de 1956) és un polític i arqueòleg català, alcalde de Montblanc entre 1999 i 2001 i entre 2007 i 2023. També ha estat diputat al Congrés dels Diputats en la VIII legislatura i senador designat pel Parlament de Catalunya. En l'actualitat és president d'Independentistes d'Esquerres i de l'històric partit Estat Català.
És fill de Carles Andreu i Abelló i nebot de Josep Andreu i Abelló i Antoni Andreu i Abelló, així com cosí d'Arturo Sarukhán Casamitjana.

## Biografia
Llicenciat en arqueologia per la Universitat de Barcelona, ha estat gerent d'una pedrera i fàbrica de carbonat de calç, Blancos de Aragón SL, a Belchite. És militant d'Unió de Pagesos i va ser-ho d'Esquerra Republicana de Catalunya (ERC).
A Montblanc, ha estat regidor de l'ajuntament des del 1991 fins al 1999 i entre el 2003 i el 2007 i alcalde els dos primers anys de la legislatura 1999-2003 i entre 2007 i 2023.
També ha estat senador en el període 2003-2004 per l'Entesa Catalana de Progrés en substitució de Marta Cid Pañella, que havia estat escollida diputada al Parlament de Catalunya, i diputat al Congrés dels Diputats per la circumscripció de Tarragona per ERC la legislatura 2004-2008 escollit a les eleccions generals espanyoles de 2004. D'ell partí la iniciativa de proposició no de llei instant al govern espanyol a "promoure la cultura, la història, la identitat i la llengua del poble gitano", aprovada el 27 de setembre de 2005.
President de la Federació d'ERC al Camp de Tarragona, fou elegit diputat per la circumscripció de Tarragona a les eleccions al Parlament de Catalunya de 2012.
El 12 de gener de 2016, coincidint amb el nomenament de Carles Puigdemont com a President de la Generalitat de Catalunya, el va substituir de forma provisional com a president de l'Associació de Municipis per la Independència; fins aleshores era vicepresident.
La portaveu d'ERC, Marta Vilalta, va confirmar el dilluns 28 de gener que Josep Andreu tornaria a ser el candidat pel partit a les eleccions municipals del proper mes de maig, tal com el propi batlle montblanquí ja havia anunciat unes setmanes abans. Tanmateix, després que Andreu se sumés a la direcció de la Crida, Vilalta va apuntar que «en el moment en què es faci incompatible haurà de decidir», ja que el partit no permetia la doble militància. El febrer de 2020 Andreu va anunciar que abandonava el partit, i posteriorment anunciava que s'adheria a Independentistes d'Esquerres.
El 29 de gener de 2023 es va fer el XIIIè Congrés d'Estat Català on es va escollir Josep Andreu com a nou president de la històrica formació independentista, en substitució de Jordi Miró i Riba.